# Letfotar Airport
Letfotar Airport är en flygplats i Mauretanien.   Den ligger i regionen Brakna, i den sydvästra delen av landet, 400 km öster om huvudstaden Nouakchott. Letfotar Airport ligger 74 meter över havet.
Terrängen runt Letfotar Airport är platt. Runt Letfotar Airport är det mycket glesbefolkat, med 3 invånare per kvadratkilometer. Trakten runt Letfotar Airport är ofruktbar med lite eller ingen växtlighet.